# سلام يا صاحبي (فلم)
سلام يا صاحبي هو فيلم مصري عرض عام 1986 بطولة عادل إمام وسعيد صالح وسوسن بدر ومحمد الدفراوي، من تأليف صلاح فؤاد ومن إخراج نادر جلال.

## قصة الفيلم
تدور أحداث الفيلم حول مرزوق (عادل إمام) وبركات (سعيد صالح) يتقابلان بالصدفة ويقررا الإقلاع عن الإجرام ويعملان مع البائعة المتجولة فاطمة «بطة» (سوسن بدر) على عربتها في تجارة البطيخ، ليتحرش بهم أعوان المعلم بلائسي (مصطفى متولي) المتحكم في سوق الفاكهة ولكنهم يتحدوه ويزداد مكسبهما، يعجب بهما الملك الجيار (محمد الدفراوي) وهو اليد المدبرة للبلائسي وأيضًا لعصابة الباشا الذي يبيع السيارات المسروقة، ويستبدلهما الملك بالبلائسي والباشا ثم يستقلان وينافسان الجيار مما يثير غضبه، يرسو عليهما مزاد مما يسبب خسارة كبيرة للجبار فيدبر لقتل بركات في ليلة زفافه على بطة لينتقم مرزوق لمقتل صديقه، ويقتل الجيار والبلائسي والباشا ومشرقي.

## طاقم التمثيل
- عادل إمام: (مرزوق)
- سعيد صالح: (بركات)
- سوسن بدر: (فاطمة «بطة»)
- محمد الدفراوي: (المعلم الجيار «الملك»)
- مصطفى متولي: (المعلم بلائسي)
- أحمد لوكسر: (أمين - مُساعد الملك)
- محمد متولي: (خوليو)
- سعيد طرابيك: (مشرقي)
- منيرفا: (جيهان)
- مدحت غالي: (الباشا حسان)
- أمل إبراهيم: (زوجة أمين)
- فكري صادق: (ضابط الشرطة)
- أحمد أبو عبية: (الحاج أبو نعيم)
- عثمان عبد المنعم: (صاحب السيارة)
- بدرية عبد الجواد: (نعيمة)
- يوسف داود: (شوكت)
- محمد أبو حشيش: (قاطع الطريق)
- مطاوع عويس: (بائع البطيخ)
- علي الشريف الصغير: (سفليجى ماسح الجزم)
- نايلة حسن
- وحيد حمدي
- طلعت الشامي
- محمد عشماوي
- مصطفى كمال
- حللي محمد
- حلمي الغمراوي

## فريق العمل
- إخراج: نادر جلال
- تأليف: صلاح فؤاد
- مدير التصوير: سعيد شيمي
- مونتاج: صلاح عبد الرازق
- موسيقى تصويرية: حسن أبو السعود
- إنتاج: أفلام مصر الجديدة، أوزوريس فيلم، عمران علي
- توزيع داخلي: أفلام مصر الجديدة
- توزيع خارجي: الشركة اللبنانية للتجارة والاستثمار السينمائي (صبّاح إخوان)
- منتج فني: سيد علي

## روابط خارجية
- مقالات تستعمل روابط فنية بلا صلة مع ويكي بيانات